# Smittia shadini
Smittia shadini är en tvåvingeart som först beskrevs av Pankratova 1950.  Smittia shadini ingår i släktet Smittia och familjen fjädermyggor. Inga underarter finns listade i Catalogue of Life.